# Награде по избору тинејџера
Награде по избору тинејџера (енгл. Teen Choice Awards) емисија је доделе награда која се емитује на телевизијској мрежи Fox. Награде одају признање за највећа достигнућа године у музици, филму, спорту, телевизији, моди, друштвеним медијима и још много тога, за која су гласали гледаоци који живе у Сједињеним Америчким Државама, старији од 13 година, преко различитих сајтова друштвених медија; првенствено Instagram, Twitter, Snapchat и YouTube.